# Baie aux Tortues
Baie aux Tortues är en vik i Mauritius.   Den ligger i distriktet Pamplemousses, i den västra delen av landet, 9 km norr om huvudstaden Port Louis.